# Pink Floyd Inside Out – Kifordítva
A Pink Floyd Inside Out – Kifordítva (Inside Out: A Personal History of Pink Floyd) Nick Mason, a Pink Floyd dobosának összefoglaló műve, melyben saját szemszögéből meséli el az együttes több mint 40 évnyi történetét, kezdve a főiskolás zenélésektől egészen a 2005-ös Live 8-ig, mely valószínűleg a Pink Floyd utolsó nyilvános szereplése volt.
A könyvben Mason rendkívül jó humoráról tesz tanúbizonyságot, mikor öniróniával beszél az együttesről. Alan Parker, a Pink Floyd: A fal rendezője így jellemzi a könyvet az egyik fülszövegben: „Olvasás közben annyiszor törtem ki nevetésben, hogy a feleségem azt hitte, Tourette-szindrómám van. Részletekben gazdag, remekül megírt könyv, mely önkritikus és vicces.”
A megjelenését követően Mason számos országban és nagyvárosban turnézott a könyvvel, a dedikálásra Magyarországon is nagyon sok rajongó elment.
A könyvet bemutatták egyszer a brit Top Gear című autós televíziósorozatban, méghozzá Mason Ferrari Enzo-jával egyetemben.

## Fejezetek
A könyv rendkívül részletes, jól szerkesztett, színes fotókban és illusztrációkban gazdag. Összesen tizenkét fejezetből áll, melyek az együttes történetének olyan meghatározó, néhány éves periódusait mesélik el, melyekben egy fontos eseményt, új lemezfelvételt, illetve turnét mutatnak be.

### 1. Diákévek
A mű első fejezetében Mason a főiskolai évekről ír, amikor 1963 tavaszán ő, Roger Waters és Rick Wright is ugyanabban a londoni, Regent Street-i műszaki főiskolában (a mai Westminsteri Egyetemen) tanult építészetet. Mason leírja, hogy mire a főiskolára került, tulajdonképpen már felhagyott dobos ambícióival, s csak később, az együttesalapítás ötlete nyomán kezdte újra gyakorolni a „szakmát”. A műszaki főiskolával magyarázza többek között azt is, hogy mindannyiuk különös érdeklődést mutatott a különböző fénytechnikák iránt, ami évekkel később olyan egyedivé tette az előadásaikat. Ebben a fejezetben ír még a Floyd előtti amatőr zenekarairól, melyekben dobolt, majd később, Syd Barrett csatlakozása után a Tea Set néven történő fellépésekről, és az együttes átnevezéséről „The Pink Floyd Sound”-ra.

### 2. Underground
A második fejezet 1966-tól folytatja a történetet. Ez a rész a Floyd fellépéseiről és kezdeti regionális sikereiről szól. Lényegében annak történetét meséli el Mason, hogy miként alakult át az együttes egy diákbandából országszerte turnézó, nagylemezes zenekarrá. Ekkor szerezték meg első menedzserüket Peter Jenner és társa, Andrew King személyében, akik később megalapították a több száz nagy koncertet szervező Blackhill Enterprisest. Mason ezekben az években vette meg első komoly dobfelszerelését és Roger is vásárolt magának egy minőségi Rickenbacker basszusgitárt. Az együttes ez idő tájt az angol underground és pszichedelikus rock első számú zenekarának számított, csak éppen ezek a műfajok számítottak ekkor még rétegzenének. A Pink Floyd történetében meghatározó időszakot jelentettek az ekkori Roundhouse, illetve UFO klubbeli fellépések, ahol avantgárd fénytechnikájukkal úttörőnek számítottak. A fejezet az EMI lemezcéggel kötött szerződéssel végződik, amit a zenekar 1967. február 1-jén írt alá.

### 3. Freak Out Schmeak Out
A fejezet az első kislemez, az Arnold Layne kiadásáról és az első nagylemez, a The Piper at the Gates of Dawn Abbey Road Studiosban zajlott felvételeiről szól. Az együttes szerepelt a brit BBC televízió Top of the Pops című műsorában, aminek köszönhetően jelentősen megnőtt ismertségük, és ezzel egyenes arányban a koncertezésből származó bevételeik is – bár Mason saját bevallása szerint nem volt nagy sikerük a műsorban. Sőt miután a koncertek is kikerültek a londoni pszichedelia köréből, a Pink Floyd kifejezetten ellenszenves közönséggel találkozott a távolabbi koncertek alkalmával, mivel az ottani közönség nem volt tisztában a zenekar által játszott zene mibenlétével. Később a Floyd részt vett Jimi Hendrix turnéján is, és jó kapcsolatot építettek ki a gitárkirállyal.

### 4. A részek összege
A fejezet Syd Barrett LSD okozta leépüléséről, majd ennek okán a lecseréléséről szól. Az új énekes-gitáros David Gilmour, aki korábban a Jokers Wild nevű amatőr együttesben játszott. A tagcserét követően a Floyd turnéi és az egyre nagyobb ismertség okozta tapasztalatokat taglalja a szerző. Itt említik meg az A Saucerful of Secrets és az Ummagumma lemezek elkészítését, illetve az Atom Heart Mother-ről is olvashatunk egy keveset. A 129. oldalon található 1969-ben készült fotó, melyen Syd Barrett egy Buick motorházán fekszik, egyben a borítója Jávorszky Béla Szilárd és Sebők János A rock története I. című könyvének is.

### 5. Ütemváltás
Az ötödik fejezet 1970 júniusában kezdődik az Atom Heart Mother című album felvételeivel. A több oldalon keresztül részletezett téma után néhány sorban bepillantást nyerhet az olvasó a Live at Pompeii című koncertfilm munkálataiba. A film rendhagyó módon nem egy nézőkkel teli koncertet mutat be, helyette egy teljesen üres, ókori amfiteátrumban pompeii közelében vették filmre a számokat. A filmet Mason visszaemlékezései szerint egyfajta anti-woodstock videónak szánták. Ebben a fejezetben kerül még megemlítésre a Meddle album, melyen a Floyd egyik mesterműve, a 24 perces Echoes is hallható.

### 6. Nincs sötét oldal
A fejezet az 1971 utáni időszakot mutatja be, mikor az együttes tagjai belefáradtak a turnézásokba és a tagok közötti nézeteltérések egyre komolyabb belső feszültséget szítottak. Ekkor indultak meg a legendás The Dark Side of the Moon nagylemez munkálatai. A dalok még a felvételek előtt évekkel, színpadi körülmények között mutatkoztak be a közönségnek, hogy a körülbelül egy évnyi turnézás alatt igazán kiforrjanak. A fejezet lényegében az album turnéjára, majd felvételeire koncentrál. Ekkortájt készült el az Obscured by Clouds című filmzenealbum is.

### 7. Kemény munka
A hetedik fejezet a Dark Side sikerei utáni időkről szól, mikor az együttes fáradt volt a rengeteg turnétól és az album hatalmas sikere okozta nyomástól nőtt a feszültség a tagok között. Mindenki tisztában volt vele, hogy az új lemezzel valahogy felül kell majd múlni, vagy legalább meg kell ütni a Dark Side of the Moon színvonalát. Az együttes hónapokat töltött csak azzal, hogy különböző effektekkel kísérleteztek, melyek végül nem kerültek felhasználásra. Ez a fejezet különösen sok apró háttérinformációt árul el az együttes ezen korszakáról, kezdve a turnékkal, sok melléktémát érintve, egészen a Wish You Were Here felvételéig, amikor is egyszer maga Syd Barrett is megjelent az Abbey Roadon.

### 8. A léggömb felszáll
Ebben a fejezetben a Floyd már túl van a Wish You Were Here kiadásán és egy knebworthi szuperkoncerten. A tagok úgy döntenek, hogy szerződésük lejárta után otthagyják az EMI kiadó stúdióját és sajátot építenek. Vettek egy bérházat, amely helyileg mindannyiuk lakhelyéhez közel volt, és időt és pénzt nem kímélve berendezték benne a Britannia Row nevű saját stúdiót. A fejezet további részében az Animals album felvételeiről, a „disznó-kultusz” kialakulásáról és a koncertek felépítéséről esik szó.

### 9. Írás a falon
1977-ben járunk, amikor egy Animals-koncerten Roger Waters leköpött egy valószínűleg részeg rajongót, aki bekiabált a színpadra. Az incidens Mason elmondása szerint sokban hozzájárult a The Wall első demófelvételeihez, melyeket Roger szinte teljesen egyedül hozott tető alá. Bár a felvételek jelentős mértékben átalakultak a végleges verzióig, az együttes tagjai mégis úgy érzik, Roger sajátjának tekintette az albumot és a többiek munkája csak csekély elismerésben részesült. A fejezetben szó van még a Wall koncertjeiről, a filmről, és hogy a munkálatok alatt a tagok hogyan távolodtak el egymástól még jobban.

### 10. Kommunikációs csőd
A Fal-turnét követő időszak, mikor Mason elmondása szerint „az 1968 óta fennálló négytagú Pink Floyd többé már nem létezett.” Roger az album felvételei közben kirúgta Ricket, mivel szerinte nem fektetett elegendő munkát az anyagba. A turné végeztével a tagok hosszú időn keresztül nem is beszéltek egymással. A következő lemez, az 1983-as The Final Cut gyakorlatilag Roger Waters szólólemeze, és csak a kiadó nyomására jelent meg a Pink Floyd neve alatt. A tagok mindegyike elkezdett szólóprojektekre koncentrálni.

### 11. Újrakezdés... Marad minden
A fejezet 1986-tól meséli az eseményeket, amikor Nick és David Gilmour elhatározták, hogy Roger nélkül is továbbviszik az együttest és új lemezt csinálnak. A váltás nagy volt, hiszen korábban Roger volt a zenekar motorja és most Davidre hárult a szerep, hogy vezesse a felvételeket és rajta volt a dalok megírásának jelentős terhe is. A fejezet további részét a Rogerrel folytatott jogi hercehurca és a David Gilmour Astoria nevű lakóhajóján készített felvételek leírásai töltik ki. A születőben lévő album az A Momentary Lapse of Reason címet kapta, és erősen érződik rajta Waters hiánya: a dalokban valahogy kevesebb az erő, ugyanakkor nem olyan sötét, komor hangulatot árasztanak magukból, mint mondjuk az Animals, vagy a The Wall.

### 12. Tanulva az eseményekből
A könyv utolsó fejezete az 1991-es Carrera PanAmericana versennyel kezdődik, ahol David majdnem életét vesztette egy balesetben, de hatalmas szerencsével zúzódásokkal és egy enyhe agyrázkódással megúszta. 1993-ban megkezdődtek a következő Waters nélküli Floyd-album munkálatai, többek között David lakóhajó-stúdiójában, illetve a Britannia Row-ban. A végül 1994-ben megjelenő The Division Bell album utáni turné volt a legnagyobb, leglátványosabb a Pink Floyd történetében.

### Utóirat
A könyv utolsó fejezete – melynek Mason az „Utóirat” címet adta – egy remek befejezést ad a műnek. 2002 januárjában Nick és felesége Mustique szigetén nyaralva véletlenül találkozott Roger Waterssel, akivel az elmúlt 15 év alatt pár futólagos találkozón kívül sosem beszélt. Sokat beszélgettek, és Waters meghívta egy koncertjére a Wembley Stadionba. Fél évvel később Bob Geldof hosszas győzködés árán újra összehozta a Floyd klasszikus felállását a Live 8 kedvéért. Az utolsó oldalak pedig már a történet összegzésének és a tanulságok levonásának vannak szentelve. A szöveg utáni oldalpáron egy fekete-fehér fotó található, melyen Nick Mason egy bőrkanapén ül, valószínűleg egy fellépés színfalai mögött, fülhallgatóval a fülében. A kép mellett az alábbi felirat áll: „A bulinak vége, eljött a gondolkodás ideje. Köszönöm, jó éjszakát!”

## Magyarul
- Pink Floyd. Inside out – kifordítva. Az én történetem; szerk. Philip Dodd, ford. Ottlik András; Rock Hard Kft., Bp., 2005 ISBN 963-218-892-6

## Külső hivatkozások
- Hivatalos oldal (angolul)